# Đa Minh Đinh Đạt
Đa Minh Đinh Đạt hay Đinh Văn Đạt là một binh lính của Nhà Nguyễn theo đạo Công giáo, tử vì đạo dưới triều vua Minh Mạng, được Giáo hội Công giáo Rôma phong Hiển Thánh vào năm 1988. Ông sinh năm 1803 tại làng đạo Phú Nhai, tỉnh Nam Định (nay thuộc giáo xứ Phú Nhai, xã Xuân Phương, huyện Xuân Trường, tỉnh Nam Định, thuộc Giáo phận Bùi Chu).
Ông là lính dưới quyền tổng đốc Trịnh Quang Khanh. Một hôm, Trịnh Quang Khanh triệu tập binh lính dự tiệc. Tiệc tàn, ông nhắc lại lệnh cấm đạo của nhà vua và chỉ thị mở hai cánh cửa. Cửa bên phải đặt Thánh Giá trên mặt đất. Người lính nào chấp nhận đạp lên ảnh tượng thì được về. Cửa bên trái cho bày dụng cụ gia hình, gông cùm, xiềng xích. Một số lớn binh lính Công giáo đã nhắm mắt đạp lên ảnh Chúa. Còn một số quân nhân can đảm giữ đức tin thì bị tống giam vào ngục. Mặc dù vậy, khi bị tra tấn, Đinh Văn Đạt cũng chối đạo nhưng sau hối hận nên đến quan tổng đốc xin trả lại tiền, tái tuyên xưng niềm tin. Ông bị kết án xử giảo ngày 18 tháng 7 năm 1839 tại pháp trường Nam Định. Thi hài được an táng trong vườn nhà người anh cả. Đến khi hết lệnh cấm đạo, giáo dân cải táng về Nhà thờ Phú Nhai.